# Ateleutinae
Ateleutinae (лат.) — подсемейство наездников из семейства Ichneumonidae. Распространены всесветно. Известно около 40 видов.

## Описание
Наездники-ихневмониды мелких размеров (длина передних крыльев 2,2 — 7,5 мм). Наличник умеренно выпуклый, отделён от лица бороздкой; апикальный край острый, усечённый или вогнутый, без срединных зубцов или бугорков. Нижний зубец мандибул такой же длины, как и верхний, или немного длиннее его. Апикальное усечение жгутика отчётливо косое. Антенна самцов с тилоидами. Паразитоиды чешуекрылых из семейства мешочницы (Psychidae, Lepidoptera).

## Систематика
Около 40 видов из 3 родов. Ранее в ранге подтрибы Ateleutina этот таксон входил в состав трибы Cryptini из подсемейства Cryptinae. В 2017 году подтриба Ateleutina была выделена в отдельное подсемейство Ateleutinae, которое включено в кладу Ichneumoniformes, включающую подсемейства Adelognathinae, Agriotypinae, Ateleutinae, Brachycyrtinae, Claseinae, Cryptinae (= Gelinae, Hemitelinae, Phygadeuontinae), Eucerotinae, Ichneumoninae (включая Alomyinae), Labeninae, Microleptinae и Pedunculinae.
- Ateleute Förster, 1869 — около 40 видов, повсеместно (более 20 видов в Афротропике)[6][7]
  - = Ateleuta Schulz, 1906
  - = Ateleuti Davis, 1897
  - = Psychostenus Uchida, 1955
  - = Talorga Cameron, 1911
  - = Tsirirella Seyrig, 1952
- Tamaulipeca Kasparyan & Hernandez, 2001 — 5 видов, Неотропика
  - Tamaulipeca bora Bordera & Sääksjärvi, 2012[5]
  - Tamaulipeca candoshi Bordera & Sääksjärvi, 2012[5]
  - Tamaulipeca clypeator Kasparyan & Hernandez, 2001[4]
  - Tamaulipeca dorsator Kasparyan, 2001[4]
  - Tamaulipeca matses Bordera & Sääksjärvi, 2012[5]

- Duwalia Santos, 2019 — Австралия
  - Duwalia perula Santos, 2019[2]